# Malayanomolorchus serraticornis
Malayanomolorchus serraticornis är en skalbaggsart som beskrevs av Hayashi 1979. Malayanomolorchus serraticornis ingår i släktet Malayanomolorchus och familjen långhorningar. Inga underarter finns listade i Catalogue of Life.